# Schloss Bellevue
Schloss Bellevue er et slot i Berlin i Tyskland. Slottet ligger ved floden Spree i den nordlige ende af Tiergarten tæt ved Siegessäule. Schloss Bellevue har siden 1994 været den tyske præsidents embedsbolig. Navnet refererer til den smukke udsigt.
Slottet blev opført i 1786 for August Ferdinand af Preussen, den yngre bror til Frederik den Store af Preussen, og blev tegnet af arkitekten Philipp Daniel Boumann som sommerbolig på en grund, hvor Knobelsdorff i 1743 havde bygget et hus. Det var den første nyklassicistiske bygning i Tyskland. Slottet har tre fløje: Hovedbygningen, Damefløjen og Spree-fløjen. Slotsparken er på 20 ha. 
Indtil 1918 var slottet residens for Tysklands kronprins. Aftalen, der endte Den fransk-preussiske krig, blev underskrevet her 3. september 1870. I midten af 1930'erne blev det anvendt som etnografisk museum. Så blev det renoveret og brugt som gæstebolig i Det Tredje Rige. I slutningen af 2. verdenskrig i maj 1945 blev slottet beskadiget og blev renoveret i 1950'erne. I 1957 blev det taget i brug som sekundær residens for Tysklands præsident – som en pied-à-terre til præsidentens residens Villa Hammerschmidt i Bonn. Slottet blev renoveret igen i 1986/1987, og Richard von Weizsäcker tog det i brug i 1994 som bolig efter Tysklands genforening. Fra 2004 til 2005 blev slottet atter renoveret for at udbedre mangler fra tidligere renoveringer. Imens brugte præsidenten Schloss Charlottenburg til repræsentative formål. Schloss Bellevue blev i 2006 igen taget i brug som præsidentens primære bolig.
52°31′03″N 13°21′12″Ø / 52.5175°N 13.353333333333°Ø